# Храбузна (Тернопільський район)
Храбу́зна — село в Україні, у Зборівській міській громаді Тернопільського району Тернопільської області. Розташоване на заході району. 
До 2016 було підпорядковане Вірлівській сільській раді. 
Населення — 148 осіб (2007).

## Історія
Перша писемна згадка — 1765.
12 червня 2020 року, відповідно до розпорядження Кабінету Міністрів України № 724-р «Про визначення адміністративних центрів та затвердження територій територіальних громад Тернопільської області» увійшло до складу Зборівської міської громади.
19 липня 2020 року, в результаті адміністративно-територіальної реформи та ліквідації Зборівського району, село увійшло до складу Тернопільського району.

## Пам'ятки
Є церква Введення в храм Пресвятої Богородиці (1992, мурована).
Встановлено пам'ятний хрест на честь скасування панщини, насипано символічну могилу Борцям за волю України (1991).

## Галерея

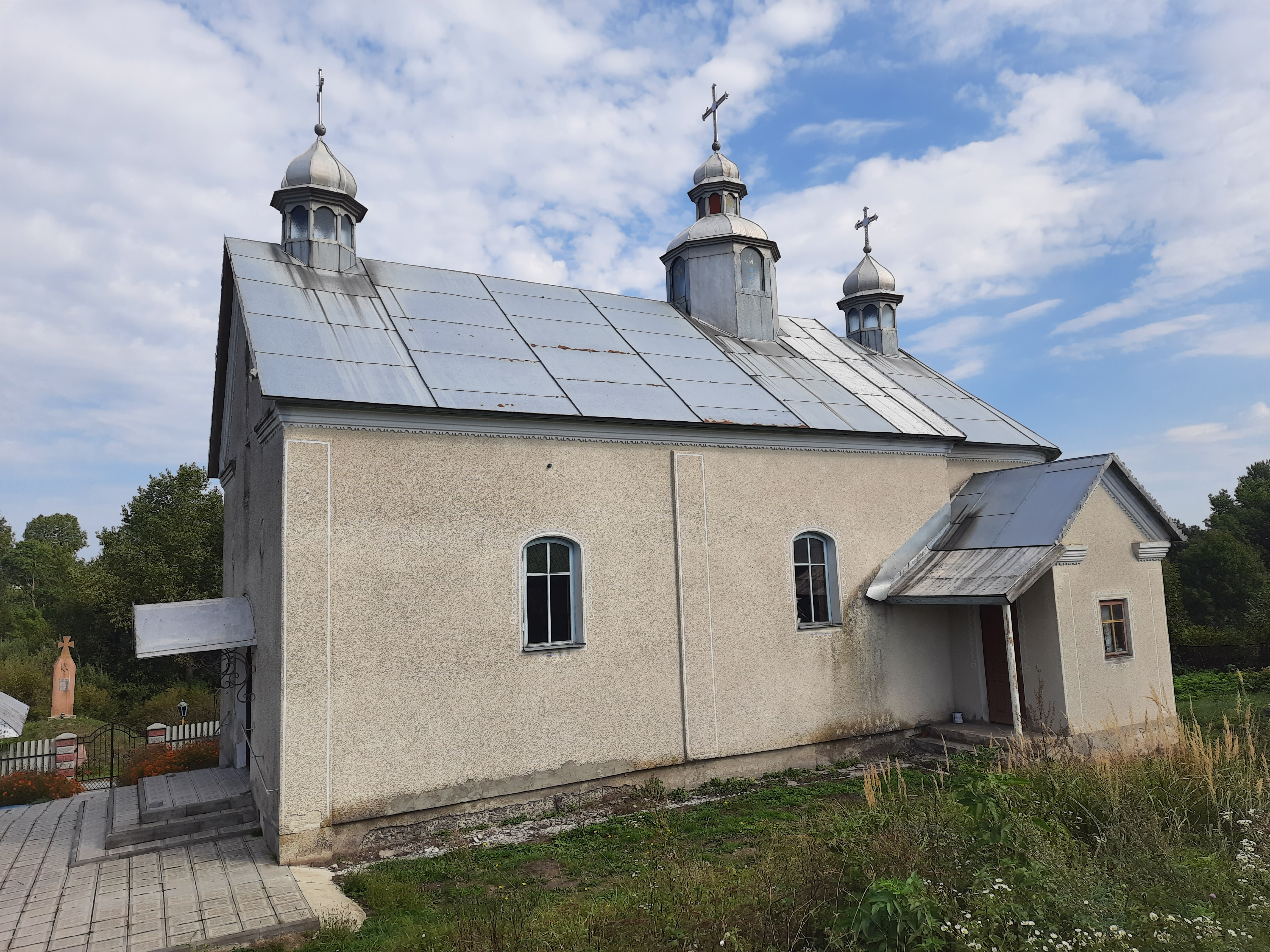
Церква введення в храм Пресвятої Богородиці
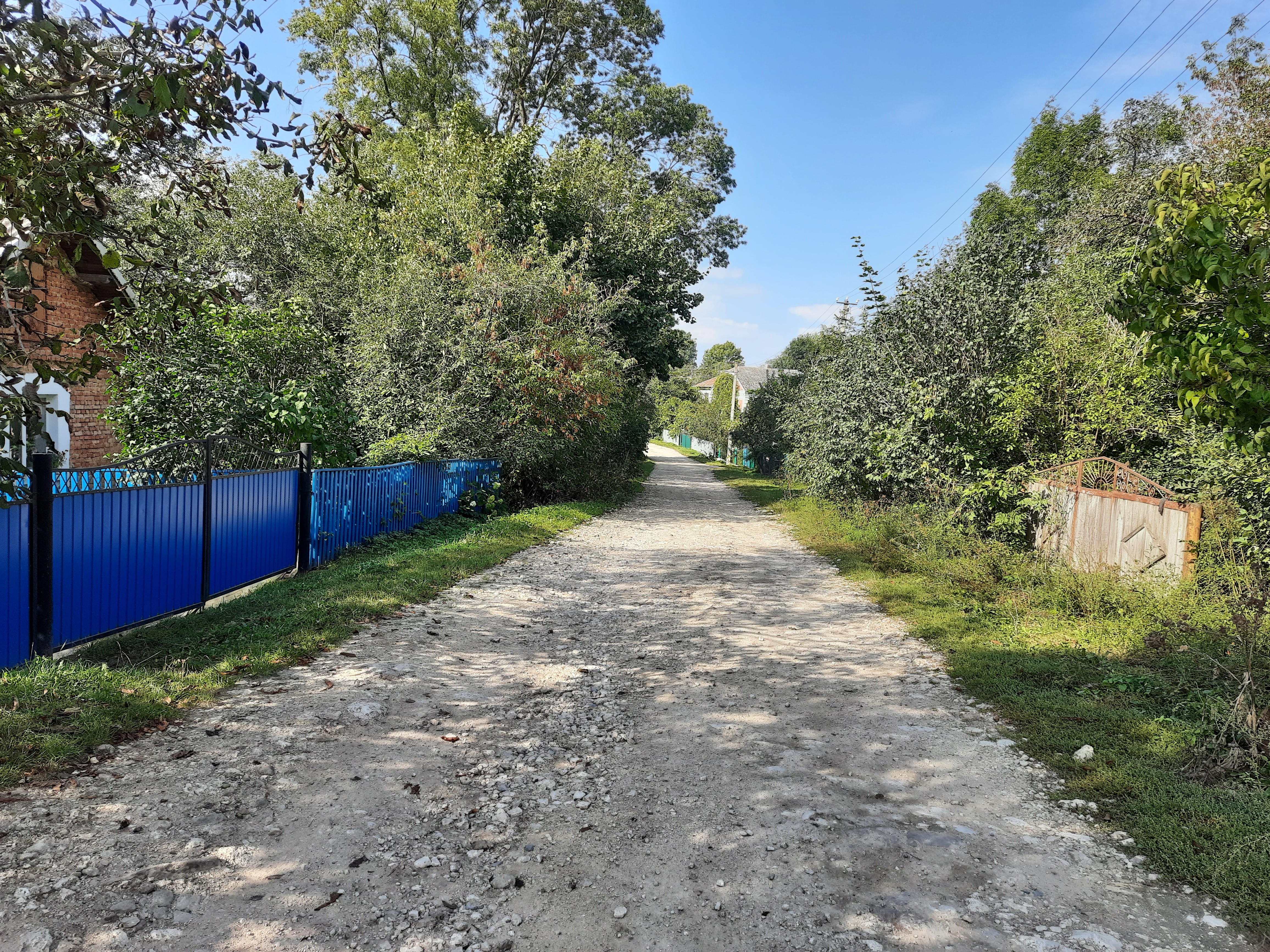
Сільська вулиця
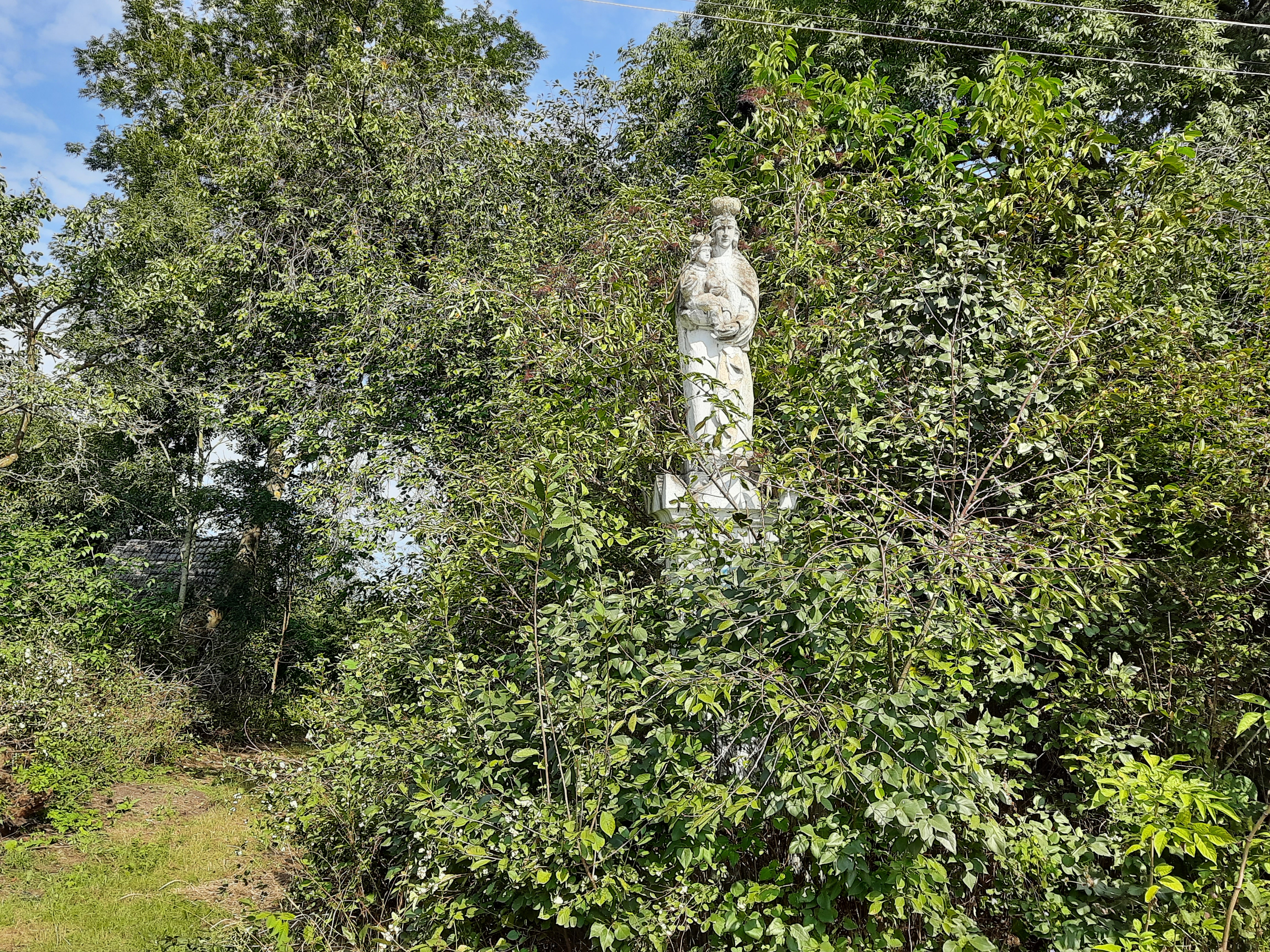
Статуя Божої Матері
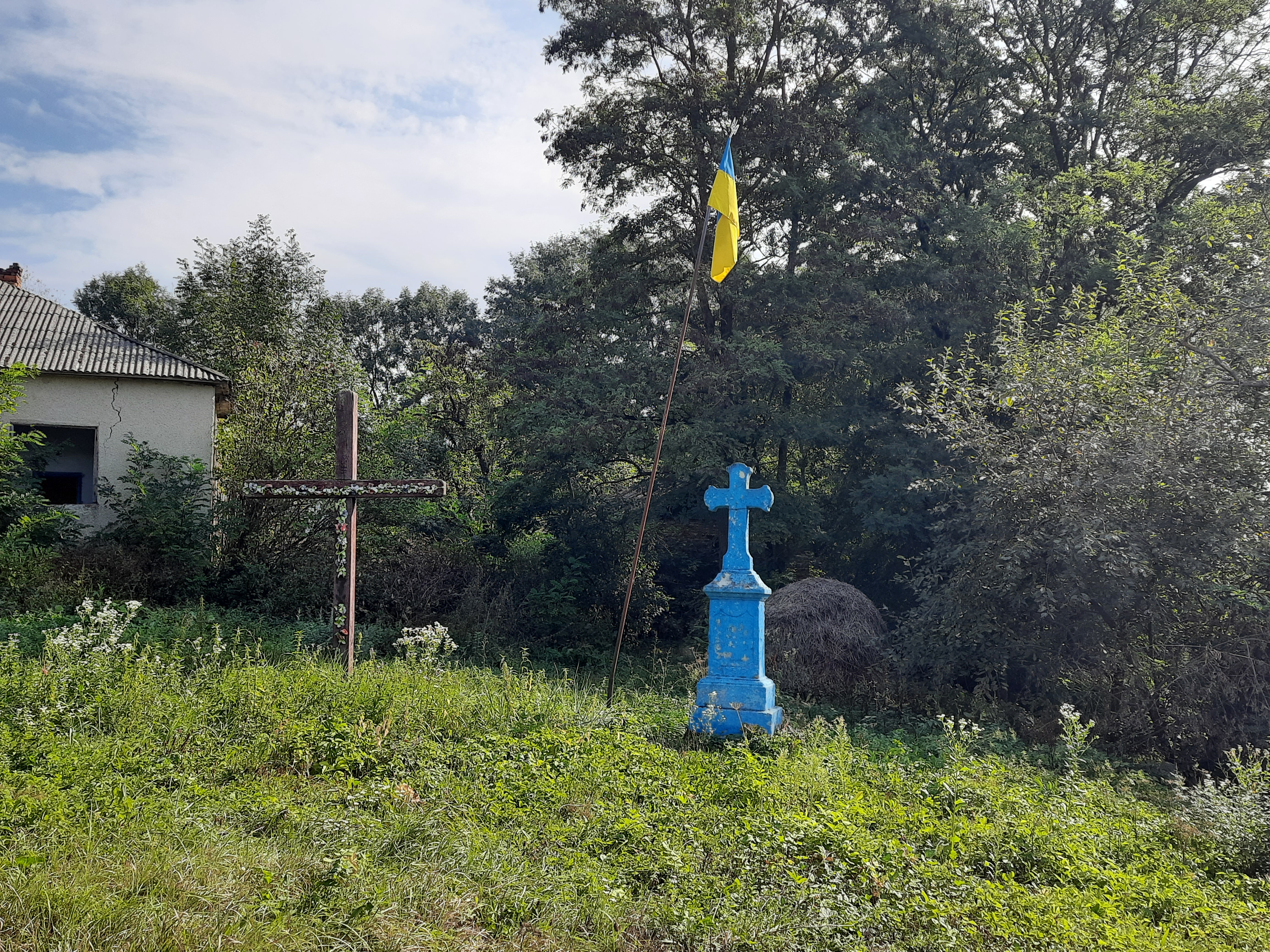
Пам'ятниі хрести
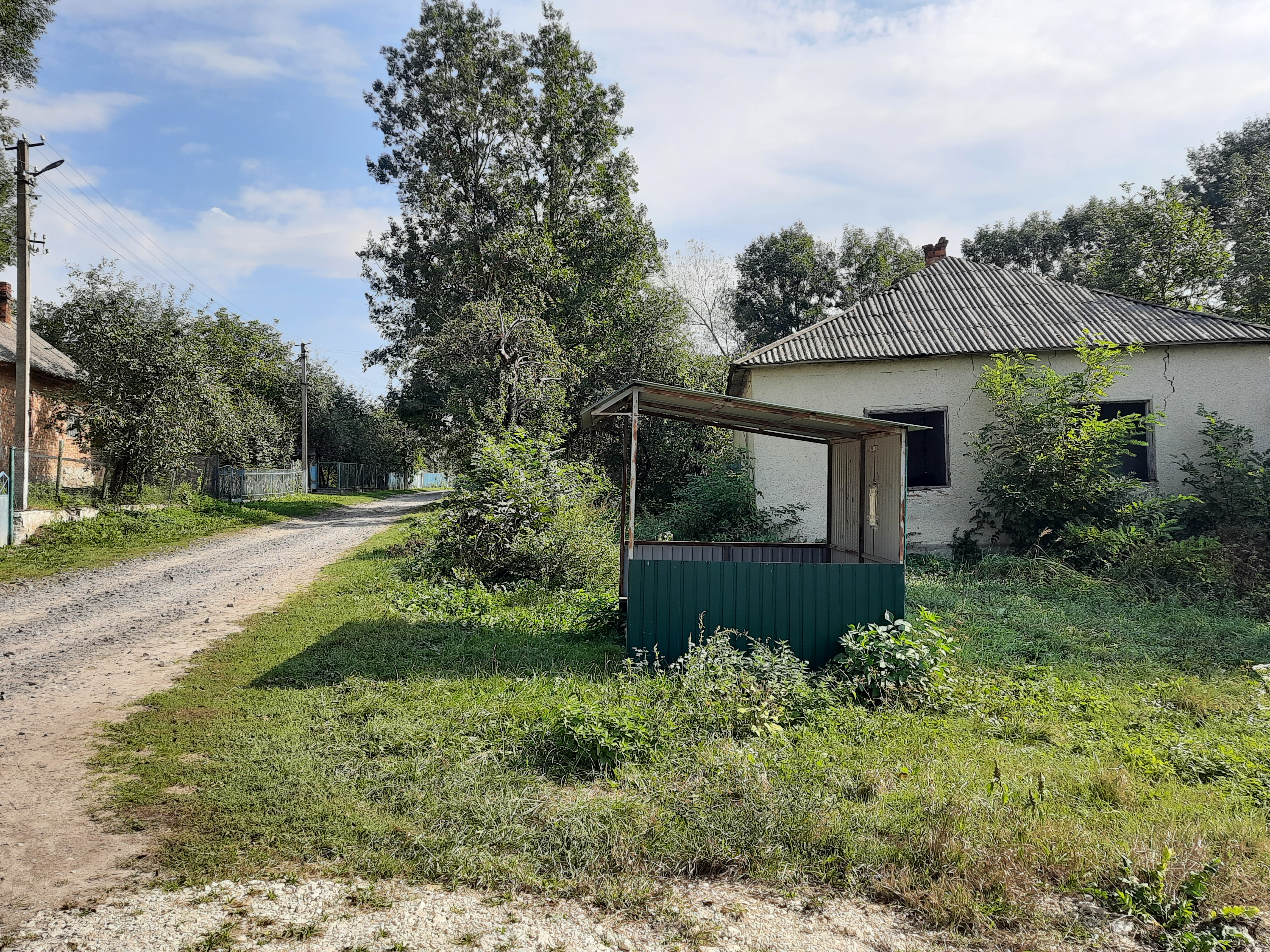
Автобусна зупинка